# Björken 18

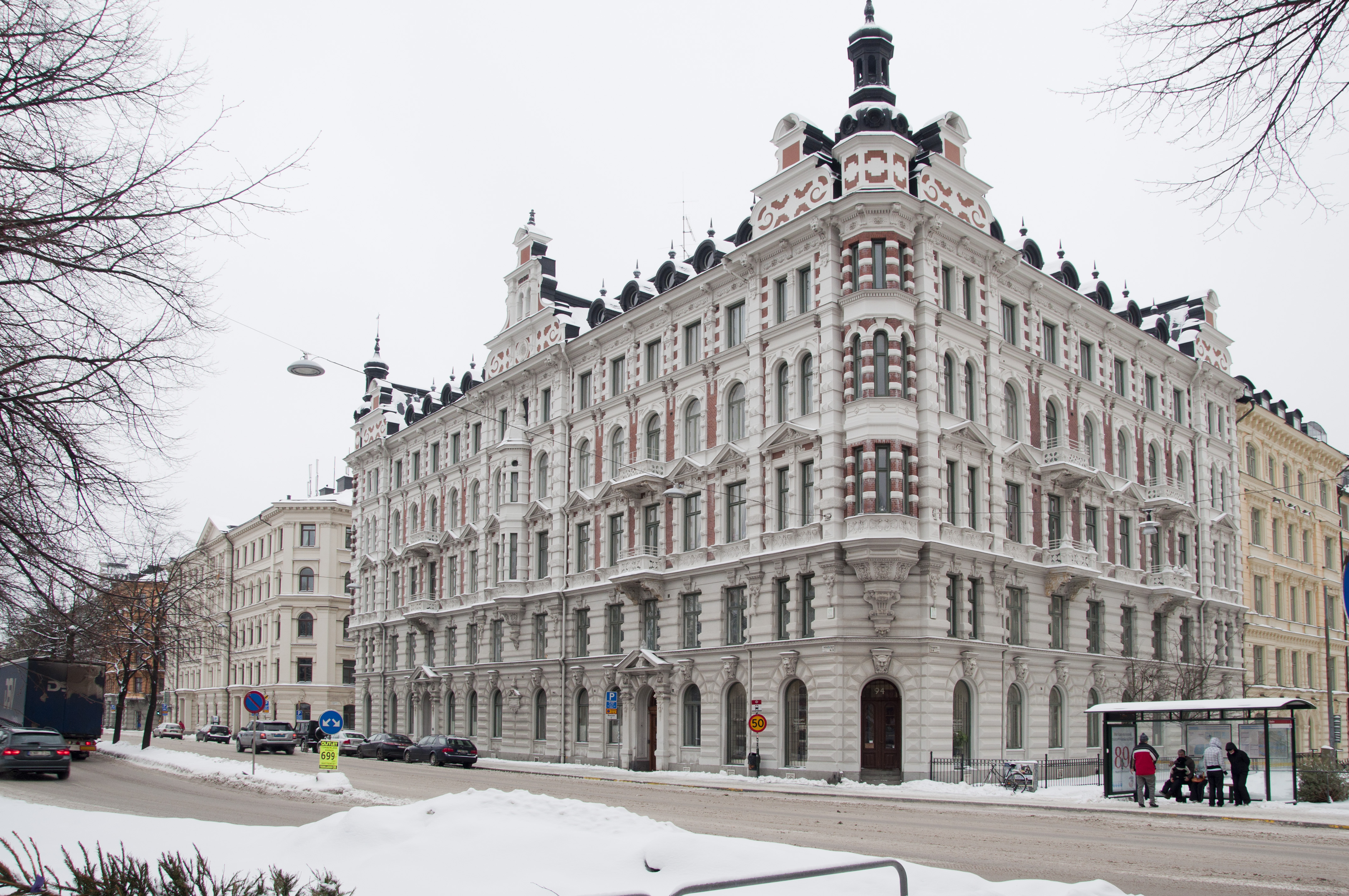
Björken 18

Björken 18 är ett byggnadsminnesmärkt bostadshus vid Valhallavägen 94–96 på Östermalm i centrala Stockholm. Byggnaden är blåmärkt av Stadsmuseet i Stockholm, vilket innebär att det representerar ”synnerligen höga kulturhistoriska värden”.

## Beskrivning

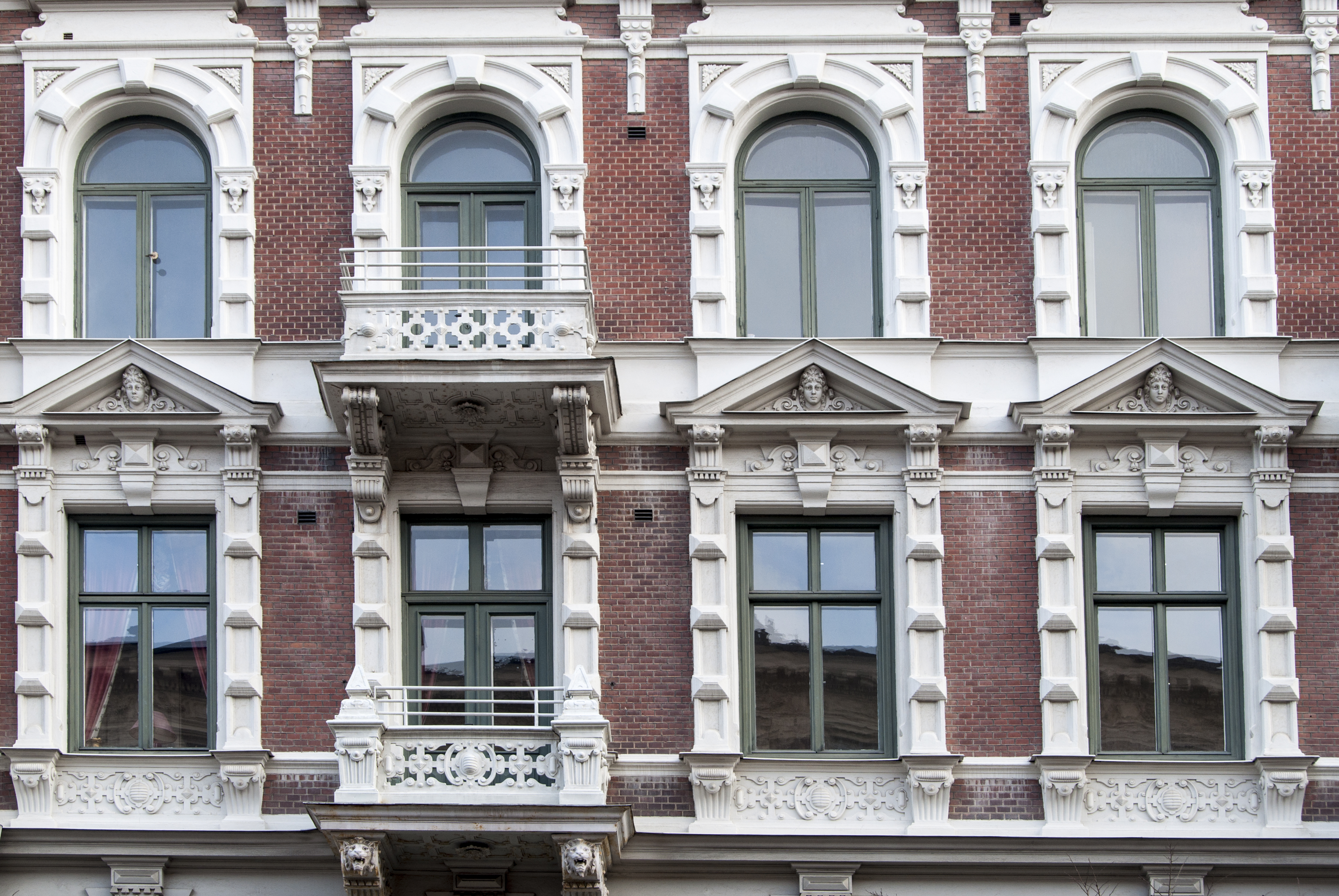
Fasaddetalj.

Enligt 1866 års stadsplan för Stockholm, den så kallade Lindhagenplanen skulle Valhallavägen anläggas som en bred gränsboulevard på norra Ladugårdslandet. I samband med att planerna förverkligades och gatan anlades på 1880-talet uppfördes flera påkostade hyreshus med praktfulla nyrenässansfasader utmed gatans södra sida mellan Floragatan och Sibyllegatan
I kvarteret Björken lät byggherrarna tillika byggmästarkompanjonerna Lars Östlihn och Robert Alderin mellan 1885 och 1886 uppföra ett påkostat hyreshus. Arkitekten Fredrik Dahlberg stod för den rika fasadutformningen i nordeuropeisk renässansstil vilken kännetecknas av  tornspirornas form, de mångkantiga burspråken, den grova rusticeringen samt det röda teglet med omfattningar och andra detaljer av grå slätputs. Lägenhetsstorlekarna var vid byggnadsåret 3, 4, 5, 6 samt 7 rum och kök och i bottenvåningen fanns två butiker.
Skjortfabrikören Simon Berendt (1835-1911) förvärvade fastigheten när den var färdigbyggd och den var i släktens ägo i fyra generationer tom år 1986, därefter fick fastigheten ett flertal ägare tills Familjebostäder förvärvade fastigheten 1996 och påbörjade renoveringarna på den mycket förfallna fasaden och taket.
Simon Berendt ägde även fastigheten Älgen 13 ett kvarter österut på Valhallavägen.
Från början hade inte fastigheten elektricitet, centralvärme eller badrum. Fastigheten värmdes upp med kakelugnar. I källaren fanns stora vedförråd samt matkällare. Belysningen sköttes av gaslampor. Elektricitet drogs antagligen in 1910 när bygglov för två hissar av märket Graham Brothers beviljades, de drevs troligtvis med likström. 1927-1929 gjordes en större renovering när centralvärme drogs in. Nästan alla kakelugnar togs bort och några öppna vedspisar installerades istället. Badrum och WC installerades. Några av östra flygelns lägenheter byggdes om till mindre lägenheter.
Inredningarna är än idag välbevarade i vissa lägenheter med bland annat stjärnparketter, helfranska dörrar, höga paneler och rikt ornerade taklister. Huset räknas som ett av de bäst bevarade husen i tidstypisk putsarkitektur och förklarades vara byggnadsminne 1994.